# Маеда Осаму
Осаму Маеда (яп. 前田 治, нар. 5 вересня 1965, Фукуока) — японський футболіст, що грав на позиції нападника.
Протягом усієї кар'єри виступав за клуб «Йокогама Флюгелс», а також національну збірну Японії.

## Клубна кар'єра
Народився 5 вересня 1965 року в місті Фукуока. Прав у футбол в Університеті Токай.
У дорослому футболі дебютував 1988 року виступами за команду «АНА», яка з 1992 року, зі створенням Джей-ліги, отримала назву «Йокогама Флюгелс». У цій команді Маеда провів усю кар'єру, а у сезоні 1993 року виграв Кубок Імператора. Завершив професійну кар'єру футболіста виступами за команду «Йокогама Марінос» у 1996 році.

## Виступи за збірну
1988 року дебютував в офіційних матчах у складі національної збірної Японії. 
У складі збірної був учасником кубка Азії з футболу 1988 року у Катарі.
Протягом кар'єри у національній команді, яка тривала усього 2 роки, провів у формі головної команди країни 14 матчів, забивши 5 голів.

## Club career statistics
| Чемпіонат | Чемпіонат          | Чемпіонат | Ліга | Ліга | Кубок            | Кубок            | Кубок ліги      | Кубок ліги      | Всього | Всього |
| Сезон     | Клуб               | Ліга      | Ігри | Голи | Ігри             | Голи             | Ігри            | Голи            | Ігри   | Голи   |
| Японія    | Японія             | Японія    | Ліга | Ліга | Кубок Імператора | Кубок Імператора | Кубок Джей-ліги | Кубок Джей-ліги | Всього | Всього |
| --------- | ------------------ | --------- | ---- | ---- | ---------------- | ---------------- | --------------- | --------------- | ------ | ------ |
| 1988/89   | «АНА»              | ЯФЛ       | 22   | 10   |                  |                  |                 |                 | 22     | 10     |
| 1989/90   | «АНА»              | ЯФЛ       | 16   | 3    |                  |                  | 3               | 1               | 19     | 4      |
| 1990/91   | «АНА»              | ЯФЛ       | 16   | 3    |                  |                  | 4               | 1               | 20     | 4      |
| 1991/92   | «АНА»              | ЯФЛ       | 7    | 0    |                  |                  | 1               | 0               | 8      | 0      |
| 1992      | «Йокогама Флюгелс» | Джей-ліга | -    | -    |                  |                  | 9               | 3               | 9      | 3      |
| 1993      | «Йокогама Флюгелс» | Джей-ліга | 32   | 10   | 5                | 4                | 6               | 1               | 43     | 15     |
| 1994      | «Йокогама Флюгелс» | Джей-ліга | 39   | 11   | 2                | 0                | 2               | 0               | 43     | 11     |
| 1995      | «Йокогама Флюгелс» | Джей-ліга | 29   | 8    | 2                | 0                | -               | -               | 31     | 8      |
| 1996      | «Йокогама Флюгелс» | Джей-ліга | 3    | 0    | 0                | 0                | 4               | 0               | 7      | 0      |
| Країна    | Японія             | Японія    | 164  | 45   | 9                | 4                | 29              | 6               | 202    | 55     |
| Всього    | Всього             | Всього    | 164  | 45   | 9                | 4                | 29              | 6               | 202    | 55     |

### Збірна
| Збірна Японії | Збірна Японії | Збірна Японії |
| Роки          | Ігри          | Голи          |
| ------------- | ------------- | ------------- |
| 1988          | 5             | 1             |
| 1989          | 9             | 5             |
| Всього        | 14            | 6             |

## Досягнення
- Володар Кубка Імператора: 1993